# 布特里奥
布特里奥（義大利語：Buttrio）是意大利弗留利-威尼斯朱利亚大区乌迪内省的一个市镇。总面积17.75平方公里，人口4140人，人口密度233.2人/平方公里（2009年）。ISTAT代码为030014。